# Parafia Ikony Matki Bożej „Wszystkich Strapionych Radość” w Brescii
Parafia Ikony Matki Bożej „Wszystkich Strapionych Radość” – prawosławna, etnicznie rosyjska parafia w Brescii. Należy do dekanatu włoskiego Arcybiskupstwa Zachodnioeuropejskich Parafii Tradycji Rosyjskiej Patriarchatu Moskiewskiego.
Do 2018 r. parafia była w jurysdykcji Zachodnioeuropejskiego Egzarchatu Parafii Rosyjskich Patriarchatu Konstantynopolitańskiego.
Nabożeństwa są celebrowane w języku włoskim.
Proboszczem jest ks. Vladimir Zelinsky.